# Len Eyre
Len Eyre (eigentlich Leonard Eyre; * 27. November 1925 in Sheffield; † November 1986 in Harrogate) war ein britischer Mittel- und Langstreckenläufer.
1950 siegte er für England startend bei den British Empire Games in Auckland über drei Meilen und gewann Silber im Meilenlauf. Bei den Leichtathletik-Europameisterschaften in Brüssel wurde er Fünfter über 1500 m.
Bei den Olympischen Spielen 1952 in Helsinki schied er über 1500 m im Vorlauf aus.

## Persönliche Bestzeiten
- 1500 m: 3:50,0 min, 25. August 1951, Belgrad
- 1 Meile: 4:10,6 min, 14. Juli 1951, London
- 3 Meilen: 13:51,9 min, 1954
- 5000 m: 14:31,4 min, 1953